# Polska mästerskapet (beachvolley)
Polska mästerskapet i beachvolley är årlig tävling arrangerad av Polens volleybollförbund. Den har hållits sedan 1994 på herrsidan och sedan 1996 på damsidan.

## Resultat per år[1]

### Damer
| Säsong               | Plats          | Guld                                     | Silver                                             | Brons                                           |
| -------------------- | -------------- | ---------------------------------------- | -------------------------------------------------- | ----------------------------------------------- |
| 1996 mer information | Krynica Morska | Agata Tekiel Małgorzata Aleksandrowska   | Joanna Szeszko Dorota Wojtczak                     | Ewa Michalska Agnieszka Wołoszyn                |
| 1998 mer information | Szałe          | Dominika Smereka Irina Smolianiec        | Małgorzata Aleksandrowska Agata Tekiel             | Izabela Rutkowska Joanna Jagodzińska            |
| 1999 mer information | Mrągowo        | Dominika Smereka Izabela Rutkowska       | Renata Gil Iwona Hołowacz                          | Agata Tekiel Małgorzata Aleksandrowska          |
| 2000 mer information | Mielno         | Maria Romel Dorota Wojtczak              | Izabela Rutkowska Dominika Smereka                 | Ewa Kalinowska Agnieszka Kucypera               |
| 2001 mer information | Międzyzdroje   | Dorota Wojtczak Agnieszka Wołoszyn       | Ewa Kamińska Dorota Wrzochol                       | Ewa Kalinowska Agnieszka Stankiewicz            |
| 2002 mer information | Krynica Morska | Magdalena Michoń Dorota Kondyjowska      | Ewa Kalinowska Agnieszka Stankiewicz               | Anna Białobrzeska Joanna Kuchczyńska            |
| 2003 mer information | Krynica Morska | Joanna Kuchczyńska Anna Białobrzeska     | Agnieszka Stankiewicz Ewa Kalinowska               | Magdalena Michoń Dorota Kondyjowska             |
| 2004 mer information | Kołobrzeg      | Magdalena Michoń Dorota Kondyjowska      | Agnieszka Wołoszyn Magdalena Blomberg              | Agnieszka Stankiewicz Ewa Kalinowska            |
| 2005 mer information | Świnoujście    | Marta Słodnik Anna Podgórniak            | Dorota Wrzochol Ewa Kalinowska                     | Agnieszka Kucypera Justyna Lademan              |
| 2006 mer information | Sopot          | Dorota Kondyjowska Anna Białobrzeska     | Magdalena Michoń-Szczytowicz Małgorzata Sobolewska | Agnieszka Kucypera Justyna Lademan              |
| 2007 mer information |                | Joanna Wiatr Katarzyna Urban             | Justyna Lademan Agnieszka Kucypera                 | Małgorzata Sobolewska Iwona Lodzik              |
| 2008 mer information | Sopot          | Joanna Wiatr Katarzyna Urban             | Dorota Wrzochol Agnieszka Stankiewicz              | Magdalena Michoń-Szczytowicz Agnieszka Wołoszyn |
| 2009 mer information | Giżycko        | Karolina Sowała Monika Brzostek          | Katarzyna Urban Joanna Wiatr                       | Kinga Kołosińska Magdalena Michoń-Szczytowicz   |
| 2010 mer information | Giżycko        | Katarzyna Urban Joanna Wiatr             | Beata Gałek Kinga Kołosińska                       | Karolina Sowała Monika Brzostek                 |
| 2011 mer information |                | Martyna Wardak Joanna Wiatr              | Iwona Lodzik Agnieszka Wołoszyn                    | Martyna Kozińska Agata Oleksy                   |
| 2012 mer information | Niechorze      | Monika Brzostek Kinga Kołosińska         | Agata Lewicka Jagoda Gruszczyńska                  | Joanna Wiatr Martyna Wardak                     |
| 2013 mer information | Niechorze      | Monika Brzostek Kinga Kołosińska         | Karolina Baran Jagoda Gruszczyńska                 | Joanna Wiatr Martyna Wardak                     |
| 2014 mer information | Kraków         | Monika Brzostek Kinga Kołosińska         | Katarzyna Kociołek Jagoda Gruszczyńska             | Aleksandra Filip Izabela Soja                   |
| 2015 mer information | Kraków         | Monika Brzostek Kinga Kołosińska         | Joanna Wiatr Martyna Wardak                        | Karolina Baran Jagoda Gruszczyńska              |
| 2016 mer information | Września       | Monika Brzostek Kinga Kołosińska         | Katarzyna Kociołek Martyna Wardak                  | Jagoda Gruszczyńska Dorota Strąg                |
| 2017 mer information | Mysłowice      | Jagoda Gruszczyńska Kinga Kołosińska     | Martyna Kłoda Dorota Strąg                         | Katarzyna Kociołek Aleksandra Gromadowska       |
| 2018 mer information | Kraków         | Katarzyna Kociołek Kinga Kołosińska      | Kinga Legieta Aleksandra Wachowicz                 | Aleksandra Gromadowska Jagoda Gruszczyńska      |
| 2019 mer information | Toruń          | Aleksandra Gromadowska Monika Brzostek   | Jagoda Gruszczyńska Aleksandra Wachowicz           | Agata Ceynowa Martyna Kłoda                     |
| 2020 mer information | Mysłowice      | Katarzyna Kociołek Agata Ceynowa         | Aleksandra Gromadowska Monika Brzostek             | Jagoda Gruszczyńska Dorota Strąg                |
| 2021 mer information | Mysłowice      | Katarzyna Kociołek Kinga Wojtasik        | Agata Wawrzyńczyk Magdalena Saad                   | Marta Łodej Agata Ceynowa                       |
| 2022 mer information | Września       | Jagoda Gruszczyńska Aleksandra Wachowicz | Katarzyna Kociołek Marta Łodej                     | Kinga Legieta Nicole Jochym                     |
| 2023 mer information | Stare Jabłonki | Jagoda Gruszczyńska Aleksandra Wachowicz | Marta Łodej Agata Ceynowa                          | Małgorzata Ciężkowska Urszula Łunio             |

### Herrar
| Säsong               | Plats          | Guld                                | Silver                                | Brons                                 |
| -------------------- | -------------- | ----------------------------------- | ------------------------------------- | ------------------------------------- |
| 1994 mer information | Sopot          | Janusz Bułkowski Zbigniew Żukowski  | Zdzisław Jabłoński Albert Semeniuk    | Jarosław Jasiński Rafał Legień        |
| 1995 mer information | Sopot          | Janusz Bułkowski Zbigniew Żukowski  | Jarosław Piotrowski Paweł Kadłubowski | Andrzej Kowal Robert Głogowski        |
| 1996 mer information | Krynica Morska | Janusz Bułkowski Zbigniew Żukowski  | Marian Kardas Waldemar Kasprzak       | Jarosław Piotrowski Paweł Kadłubowski |
| 1997 mer information | Ełk            | Bartosz Bachorski Paweł Kadłubowski | Sebastian Winiarski Piotr Wesołowski  | Janusz Bułkowski Zbigniew Żukowski    |
| 1998 mer information | Sopot          | Janusz Bułkowski Bartosz Bachorski  | Zbigniew Żukowski Dariusz Luks        | Jarosław Piotrowski Dariusz Parkitny  |
| 1999 mer information | Krynica Morska | Janusz Bułkowski Bartosz Bachorski  | Zbigniew Żukowski Marek Antoniuk      | Jarosław Piotrowski Dariusz Parkitny  |
| 2000 mer information | Stare Jabłonki | Janusz Bułkowski Bartosz Bachorski  | Jarosław Piotrowski Dariusz Parkitny  | Zbigniew Żukowski Dariusz Luks        |
| 2001 mer information | Krynica Morska | Bartosz Bachorski Janusz Bułkowski  | Zbigniew Żukowski Dariusz Luks        | Piotr Wesołowski Edward Pawlun        |
| 2002 mer information | Niechorze      | Daniel Pliński Damian Lisiecki      | Zbigniew Żukowski Dariusz Luks        | Piotr Wesołowski Edward Pawlun        |
| 2003 mer information | Niechorze      | Damian Lisiecki Daniel Pliński      | Dariusz Luks Zbigniew Żukowski        | Dariusz Parkitny Rafał Matusiak       |
| 2004 mer information | Niechorze      | Daniel Pliński Zbigniew Żukowski    | Piotr Głogowski Norbert Okuń          | Emil Siewiorek Dariusz Parkitny       |
| 2005 mer information | Krynica Morska | Krzysztof Hajbowicz Damian Lisiecki | Dominik Witczak Grzegorz Klimek       | Emil Siewiorek Marcin Iglewski        |
| 2006 mer information | Niechorze      | Michał Krymarys Dominik Witczak     | Rafał Szternel Tomasz Sińczak         | Damian Lisiecki Piotr Głogowski       |
| 2007 mer information | Niechorze      | Michał Kądzioła Jakub Szałankiewicz | Patryk Fogel Mariusz Prudel           | Marcin Nowak Rafał Matusiak           |
| 2008 mer information | Sopot          | Damian Lisiecki Dominik Witczak     | Grzegorz Fijałek Mariusz Prudel       | Kamil Łyczko Adam Łukasik             |
| 2009 mer information | Niechorze      | Grzegorz Fijałek Mariusz Prudel     | Damian Lisiecki Dominik Witczak       | Michał Kubiak Tomasz Wieczorek        |
| 2010 mer information | Niechorze      | Rafał Szternel Damian Wojtasik      | Tomasz Sińczak Rafał Matusiak         | Grzegorz Klimek Dominik Witczak       |
| 2011 mer information | Niechorze      | Sebastian Sobczak Piotr Janiak      | Bartosz Łosiak Piotr Kantor           | Grzegorz Klimek Dominik Witczak       |
| 2012 mer information | Niechorze      | Jarosław Lech Damian Wojtasik       | Piotr Janiak Sebastian Sobczak        | Maciej Rudol Maciej Kosiak            |
| 2013 mer information | Niechorze      | Grzegorz Fijałek Mariusz Prudel     | Piotr Kantor Bartosz Łosiak           | Maciej Rudol Maciej Kosiak            |
| 2014 mer information | Kraków         | Piotr Kantor Bartosz Łosiak         | Dominik Witczak Damian Wojtasik       | Michał Kądzioła Jakub Szałankiewicz   |
| 2015 mer information | Kraków         | Grzegorz Fijałek Mariusz Prudel     | Kacper Kujawiak Michał Bryl           | Piotr Kantor Bartosz Łosiak           |
| 2016 mer information | Września       | Grzegorz Fijałek Mariusz Prudel     | Michał Bryl Kacper Kujawiak           | Piotr Kantor Bartosz Łosiak           |
| 2017 mer information | Mysłowice      | Piotr Kantor Bartosz Łosiak         | Kacper Kujawiak Mariusz Prudel        | Michał Bryl Grzegorz Fijałek          |
| 2018 mer information | Kraków         | Piotr Kantor Bartosz Łosiak         | Michał Bryl Grzegorz Fijałek          | Kacper Kujawiak Maciej Rudol          |
| 2019 mer information | Toruń          | Michał Bryl Grzegorz Fijałek        | Maciej Rudol Jakub Szałankiewicz      | Michał Kądzioła Marcin Ociepski       |
| 2020 mer information | Mysłowice      | Michał Bryl Mikołaj Miszczuk        | Piotr Kantor Bartosz Łosiak           | Mariusz Prudel Jakub Szałankiewicz    |
| 2021 mer information | Mysłowice      | Jakub Zdybek Paweł Lewandowski      | Michał Bryl Bartosz Łosiak            | Mariusz Prudel Jakub Szałankiewicz    |
| 2022 mer information | Września       | Marcin Ociepski Michał Kądzioła     | Piotr Kantor Jakub Szałankiewicz      | Jakub Zdybek Paweł Lewandowski        |
| 2023 mer information | Stare Jabłonki | Jędrzej Brożyniak Piotr Janiak      | Mateusz Podborączyński Adam Lorenc    | Filip Lejawa Szymon Beta              |